# Колин, Доминго
Доминго Колин Мартинес (исп. Domingo Colín Martínez; род. 4 августа 1952, Мехико) — мексиканский легкоатлет, специалист по спортивной ходьбе. Выступал за сборную Мексики по лёгкой атлетике во второй половине 1970-х годов, обладатель серебряной медали Панамериканских игр, победитель Кубка мира в командном зачёте, серебряный призёр чемпионата Центральной Америки и Карибского бассейна, бывший рекордсмен мира в дисциплине 20 км, участник двух летних Олимпийских игр.

## Биография
Доминго Колин родился 4 августа 1952 года. Приходится братом легкоатлетам Пабло Колину и Марселино Колину, так же успешно выступавшим в спортивной ходьбе.
Первого серьёзного успеха в лёгкой атлетике на международном уровне добился в сезоне 1975 года, когда вошёл в состав мексиканской сборной и выступил на чемпионате Центральной Америки и Карибского бассейна в Понсе, где в зачёте ходьбы на 20 км выиграл серебряную медаль. Позднее в той же дисциплине завоевал серебряную награду на домашних Панамериканских играх в Мехико.
В 1976 году в ходьбе на 50 км стал четвёртым на чемпионате мира в Мальмё. Благодаря череде успешных выступлений удостоился права защищать честь страны на летних Олимпийских играх в Монреале — здесь в программе 20 км был дисквалифицирован за нарушение техники ходьбы и не показал никакого результата.
В 1977 году выиграл серебряную медаль в ходьбе на 20 000 метров на международном старте в Бергене. На Кубке мира по спортивной ходьбе в Милтон-Кинс финишировал вторым в личном зачёте 20 км и вместе с соотечественниками стал победителем мужского командного зачёта (Кубка Лугано).
В 1979 году отметился победами на международных стартах в Фане и Валенсии (во втором случае установил личный рекорд в ходьбе на 50 км — 3:47:18), показал шестой результат на Панамериканских играх в Сан-Хуане.
В 1980 году на соревнованиях в Черкассах в дисциплине 20 км установил мировой рекорд и показал лучший результат мирового сезона — 1:19:35 (мировой рекорд Колина продержался почти три года и был превзойдён чехословацким ходоком Йозефом Прибилинцем. Принимал участие в Олимпийских играх в Москве, где вновь получил дисквалификацию за нарушение техники ходьбы.